# Pascoal (monetário)
Pascoal ou Pascal (em latim: Paschalis) foi um oficial bizantino do século VI, ativo no reinado do imperador Justino II (r. 565–578) em Ravena, na Itália. Filho do oficial Laurêncio, exerceu na capital provincial a função de palatino das sagradas liberalidades (palatinus sacrarum largitionum) e monetário do ouro (monetarius auri). É citado em 572, quando testemunhou a escritura de venda de terreno para Deusdedito.